# Романов, Борис Александрович (музыкант)
Борис Александрович Романов (род. 1941) — советский и российский органист, пианист, педагог, народный артист РСФСР (1990).

## Биография
Борис Александрович Романов родился в 1941 году. Окончил Московскую консерваторию (класс органа Л. И. Ройзмана, класс фортепиано  Я. И. Мильштейна). Затем получил дополнительное образование в Чехословакии у И. Рейнбергера и в Бельгии у Ф. Петерса.
С 1965 года выступал с концертами. Стал первым исполнителем нескольких произведений советских композиторов для органа. В его репертуар входили сочинения всех периодов, особое внимание он уделял современной музыке и сочинениям русских композиторов. Гастролировал в большинстве европейских стран, Колумбии, Бразилии.
С 1966 года преподавал в Музыкальное училище при Московской консерватории (классы органа, фортепиано; с 1977 года — декан фортепианного факультета). С 1980 года одновременно преподавал в Московской консерватории (класс органа). 
Составитель и редактор учебно-методических сборников для органа и фортепиано.

## Награды и премии
- Дипломант Международного конкурса органистов «Пражская весна» (1966)[2].
- Заслуженный артист РСФСР (1982).
- Народный артист РСФСР (1990).